# William Earl Johns
Pour les articles homonymes, voir Johns.
William Earl Johns, né le 5 février 1893 à Bengeo (en), dans le Hertfordshire, et mort le 21 juin 1968 dans le borough londonien de Richmond upon Thames, est un pilote de chasse, puis, sous les pseudonymes William Earle et Captain W. E. Johns, un romancier britannique, auteur de littérature d'enfance et de jeunesse abordant tour à tour le genre policier, la science-fiction et les romans d'aventures, de guerre et d'espionnage. Il est principalement connu comme créateur de l'aventurier et as de l'aviation Biggles.

## Carrière militaire
Il vit à Swaffham (Norfolk) et est inspecteur sanitaire quand il s'engage en 1913 comme simple soldat dans l'armée territoriale. Son régiment, le King's Own Royal Regiment, est mobilisé en août 1914 et est envoyé outremer en septembre 1915, où il combat à Gallipoli (péninsule Turque) avant d'être déplacé vers le canal de Suez en décembre de la même année.
Johns est ensuite transféré vers le Machine Gun Corps en septembre 1916, où il sert sur le front grec avant d'être hospitalisé pour malaria. Après sa guérison il est affecté au Royal Flying Corps (composante aérienne de l'armée de terre) en septembre 1917, et rapatrié en Angleterre pour y apprendre à piloter.
Il est nommé instructeur le 1er avril 1918 et est muté à Marske-by-the-Sea (nord de l'Angleterre). Il y perd rapidement trois avions à la suite de problèmes de moteur ; l'un s'écrasant en mer, l'autre sur la plage, le troisième endommageant une habitation. Ses mésaventures continuent : il évite de justesse de s'écraser sur une falaise noyée dans le brouillard. Bien qu'endommager l'hélice en utilisant la mitrailleuse synchronisée montée sur le capot soit un accident peu fréquent, cela lui arrive par deux fois.
Il sert comme instructeur jusqu'en août 1918, puis est transféré sur le front ouest. Il y passe seulement 6 semaines comme pilote de bombardier avant d'être abattu et fait prisonnier le 16 septembre 1918. Il est détenu jusqu'à la fin de la guerre.
Johns reste dans la Royal Air Force jusqu'en 1930, la quittant avec le grade de Flying officer (équivalent à lieutenant). En tant qu'officier recruteur, il a initialement refusé la candidature à la RAF de Thomas Edward Lawrence, dit « Lawrence d'Arabie ».

## L'écrivain
En quittant la RAF, il devient correspondant aéronautique pour la presse, et correcteur et illustrateur de livres d'aviation. Son premier roman, Mossyface, est publié en 1922.
À la demande de l'éditeur John Hammond Ltd., il crée le magazine "Popular Flying" qui paraît pour la première fois en mars 1932. C'est dans ces pages que naît le personnage de Biggles, dans un récit intitulé "The White Fokker". Le premier titre publié mettant en scène Biggles, un recueil d'histoires intitulé The Camels Are Coming, paraît en août 1932. La série comptera près de 100 volumes. 
Selon la chronologie des aventures, et non celle des parutions, le premier exploit de Biggles, une figure investie des plus hautes valeurs morales, n'est publié qu'en 1951 sous le titre Biggles entre en scène (Biggles Go to School, 1951) et raconte comment le héros « résout une énigme policière délicate alors qu'il n'est, en ces années 1910, qu'un adolescent. Il devient ensuite le héros de récits de guerre qui se déroulent pendant le premier conflit mondial, puis de romans d'aventures dans l'entre-deux-guerres, et de nouveau de récits de guerre et d'espionnage entre 1939 et 1945, dans lesquels il est régulièrement opposé à son ennemi intime, l'Allemand Von Stahlein ». Après la Seconde Guerre mondiale, Biggles, dont les aventures se déroulent à l'occasion dans des cadres exotiques, devient un membre de la police de l'air et pourchasse des contrebandiers, des agents secrets ou de malins voleurs internationaux. Unique à l'époque dans ce type de littérature, Johns utilise, dès 1935, un personnage de la classe laborieuse comme équipier de Biggles : Ginger Habblethwaite (Hebblethwaite, par la suite), fils d'un mineur de Northumberland.
Les titres de la série des aventures de Biggles sont d'abord signés du pseudonyme William Earle, avant l'apparition de celui de Captain W. E. Johns, devenu célèbre (un grade qu'il s'est, en fait, autodécerné).
Johns édite Popular Flying et l'hebdomadaire Flying jusqu'au début de 1939. Il en est évincé à la suite de pressions du gouvernement pour son opposition à la politique d'"appeasement" (apaisement). À cette époque, il écrit des romans, des récits courts et des articles pour des magazines.
Il continue à écrire du Biggles, dont près d'une centaine d'aventures ont été publiées jusqu'à la mort de Johns en 1968. Bien qu'étant son personnage le plus connu, Biggles n'est pas unique. On peut ainsi trouver dans sa production des histoires sur le capitaine commando Lorrington "Gimlet" King (King et ses brigands, 1951), le « chef d'une troupe de commandos qui évolue dans des récits de guerre, puis dans des intrigues policières » ; sur l'aviatrice Joan "Worrals" Worralson, une sorte de Biggles au féminin, créée à la demande du Ministère de l'Air pour inciter les femmes à rejoindre la WAAF (Women's Auxiliary Air Force) ; et sur l'astronaute (ex-RAF, naturellement) Group Captain Timothy "Tiger" Clinton, qui va pour la première fois dans l'espace en 1954.
William Earl Johns a également signé des romans policiers sans héros récurrent.

## Œuvre

### Romans

#### SérieSteeley
- Sky High (1936) Publié en français sous le titre L'Avion noir, Paris, Presses de la Cité, 1952
- Steeley Flies Again (1936) Publié en français sous le titre Tout va bien, Paris, Presses de la Cité, 1953
- Murder by Air (1937) Publié en français sous le titre La Piste du chien blanc, Paris, Presses de la Cité, 1952
- Murder at Castle Deeping (1938) Publié en français sous le titre Château fort et faux billets, Paris, Presses de la Cité, 1952
- Wings of Romance (1939) Publié en français sous le titre Aventuriers de l'air, Paris, Presses de la Cité, 1949

#### SérieJoan "Worrals" Worralson
1. Worrals of the W.A.A.F. (1941) Publié en français sous le titre Worrals de la R.A.F., Paris, Presses de la Cité, 1952
2. Worrals Flies Again (1942) Publié en français sous le titre Worrals courrier secret, Paris, Presses de la Cité, 1951
3. Worrals Carries On (1942) Publié en français sous le titre Un exploit de Worrals, Paris, Hachette, 1951
4. Worrals on the War-Path (1943) Publié en français sous le titre Worrals en mission, Paris, Arthaud, 1947
5. Worrals Goes East (1944) Publié en français sous le titre Jeunes filles de l'Intelligence Service, Paris, Presses de la Cité, 1947
6. Worrals of the Islands (1945) Publié en français sous le titre Aventures dans la mer de corail, Paris, Presses de la Cité, 1948
7. Worrals in the Wilds (1947) Publié en français sous le titre Au dessus de la forêt vierge, Paris, Presses de la Cité, 1948
8. Worrals Down Under (1948)
9. Worrals Goes Afoot (1949) Publié en français sous le titre Le Démon des sables, Paris, Presses de la Cité, 1950
10. Worrals in the Wastelands (1949)
11. Worrals Investigates (1950)

#### SérieLorrington "Gimlet" King
1. King of the Commandos (1943) Publié en français sous le titre King et ses hommes, Paris, Presses de la Cité, 1947
2. Gimlet Goes Again (1944) Publié en français sous le titre Commandos en France, Paris, Presses de la Cité, 1945
3. Gimlet Comes Home (1946) Publié en français sous le titre Retour de King, Paris, Presses de la Cité, 1947
4. Gimlet Mops Up (1947) Publié en français sous le titre King et les Loups-garous, Paris, Presses de la Cité, 1947
5. Gimlet's Oriental Quest (1948) Publié en français sous le titre King dans la jungle, Paris, Presses de la Cité, 1949
6. Gimlet Lends a Hand (1949) Publié en français sous le titre King à la rescousse, Paris, Presses de la Cité, 1950
7. Gimlet Bores In (1950) Publié en français sous le titre King et ses brigands, Paris, Presses de la Cité, 1951
8. Gimlet Off the Map (1951)Publié en français sous le titre King chez les Indiens, Paris, Presses de la Cité, 1952
9. Gimlet Gets the Answer (1952) Publié en français sous le titre King répond à tout, Paris, Presses de la Cité, 1953
10. Gimlet Takes a Job (1954)

#### SérieTimothy "Tiger" Clinton
- Kings of Space (1954)
- Return to Mars (1955)
- Now to the Stars (1956)
- To Outer Space (1957)
- The Edge of Beyond (1958)
- The Death Rays of Ardilla (1959)
- To Worlds Unknown (1960)
- The Quest for the Perfect Planet (1961)
- Worlds of Wonder (1962)
- The Man Who Vanished into Space (1963)

#### Autres romans
- Mossyface (1922), signé William Earle Publié en français sous le titre Mossyface, Paris, Miklo, dans le volume Biggles l'intégrale no 1, 2001
- Wings Flying Adventure (1923)
- The Spy Flyers (1933) Publié en français sous le titre Espions de l'air, Paris, Presses de la Cité, 1952
- The Raid (1935)
- Blue Blood Runs Red (1936), signé Jon Early
- Champion of the Main (1938)
- Desert Night (1938)
- The Unknown Quantity (1940) Publié en français sous le titre C'est X qui frappe !, Paris, Presses de la Cité, 1952
- The Missing Page (1942)
- Sinister Service (1942) Publié en français sous le titre Service secret, Paris, Presses de la Cité, 1950
- Rustlers of Rattlesnake Valley (1948)
- Adventure Bound (1955)
- Adventure Unlimited (1957)
- No Motive for Murder (1958) Publié en français sous le titre Motif d'enquête, Paris, Presses de la Cité, 1959
- The Man Who Lost His Way (1959) Publié en français sous le titre L'Homme qui perdit son chemin, Paris, Presses de la Cité, 1959
- Adventures of the Junior Detective Club (1960) Publié en français sous le titre La Jeune Équipe, Paris, Presses de la Cité, 1963
- Where the Golden Eagle Soars (1960)

### Recueils de nouvelles
- Comrades in Arms (1947)
- Doctor Vane Answers the Call (1950) Publié en français sous le titre La Momie égyptienne, Paris, Presses de la Cité, 1951
- Short Sorties (1950) Publié en français sous le titre L'Oasis perdue, Paris, Presses de la Cité, 1950
- Sky Fever: And Other Stories (1953)

### Autres publications
- The Modern Boy's Book of Aircraft (1931)
- Fighting Planes and Aces (1932)
- Pictorial Flying Course (1932), en collaboration avec Harry M Schofield
- The Air VCs (1935)
- Some Milestones in Aviation (1935)
- Thrilling Flights (1935)
- The Passing Show (1937)
- Modern Boy's Book of Pirates (1939)

## Sources
: document utilisé comme source pour la rédaction de cet article.
- Claude Mesplède (dir.), Dictionnaire des littératures policières, vol. 2 : J - Z, Nantes, Joseph K, coll. « Temps noir », 2007, 1086 p. (ISBN 978-2-910-68645-1, OCLC 315873361), p. 46-48.